# Demonax katarinae
Demonax katarinae là một loài bọ cánh cứng trong họ Cerambycidae.